# Christine Guldbrandsen (lekkoatletka)
Christine Guldbrandsen (ur. 4 maja 1977) – norweska lekkoatletka specjalizująca się w skoku o tyczce i trójskoku.

## Osiągnięcia
- reprezentantka kraju w zawodach Pucharu Europy[1]
- medalistka mistrzostw kraju w skoku o tyczce[2] oraz trójskoku[3][4][5]

## Rekordy życiowe
- skok o tyczce (stadion) – 3,68 (2000)[6]
- skok o tyczce (hala) – 3,67 (2000)[6]
- trójskok – 13,14 (1999)[7][8]
- trójskok (hala) – 13,06 (1999)[7]